# Pfaffenhofen (huyện)
Pfaffenhofen an der Ilm là một huyện ở bang Bayern, Đức. Huyện này giáp các huyện (từ phía nam theo chiều kim đồng hồ): Eichstätt, Kelheim, Freising, Dachau và Neuburg-Schrobenhausen, và thành phố Ingolstadt.
Huyện Pfaffenhofen đã được lập năm 1972 thông qua việc hợp nhất một số huyện.
Huyện này tọa lạc ở đồng bằng Hallertau giữa các sông Isar và Danube. Sông Danube chảy qua cực bắc của huyện.

## Thị xã và đô thị
| Thị xã                                              | Đô thị | |
| --------------------------------------------------- | --- | --- |
| 1. Geisenfeld 2. Pfaffenhofen an der Ilm 3. Vohburg | 1. Baar-Ebenhausen 2. Ernsgaden 3. Gerolsbach 4. Hettenshausen 5. Hohenwart 6. Ilmmünster 7. Jetzendorf 8. Manching | 1. Münchsmünster 2. Pörnbach 3. Reichertshausen 4. Reichertshofen 5. Rohrbach 6. Scheyern 7. Schweitenkirchen 8. Wolnzach |